# Rameau cutané crural médial du nerf saphène
Les rameaux cutanés cruraux médiaux du nerf saphène sont les branches terminales du nerf saphène qui assurent l'innervation cutanée de la région médiale de la jambe.